# Josias I. (Waldeck)
Josias I. von Waldeck-Eisenberg (* 18. März 1554 auf Burg Eisenberg; † 6. August 1588 ebenda) war Graf von Waldeck-Eisenberg.

## Leben
Er war ein Sohn des Grafen Wolrad II. von Waldeck-Eisenberg (1509–1578) und dessen Frau Anastasia Günthera von Schwarzburg-Blankenburg (1526–1570). Damit entstammte er dem Haus Waldeck. 1579 sorgte er für die Einrichtung eines waldeckischen Landesgymnasiums in Korbach, für das er die Pfründe des ehemaligen Klosters Berich verwendete.
Er wurde am 9. August 1588 in Korbach bestattet.

## Ehe und Nachkommen
Am 8. März 1582 heiratete er Marie von Barby-Mühlingen (* 8. April 1563; † 29. Dezember 1619), Tochter des Grafen Albrecht X. von Barby-Mühlingen und dessen Gattin Marie von Anhalt-Zerbst. Aus der Ehe gingen vier Kinder hervor:
- Margareta Anastasia (* 1584)
- Christian (* 25. Dezember 1585; † 31. Dezember 1637); ⚭ 1604 Elisabeth von Nassau-Siegen (* 8. November 1584, Dillenburg; † 26. Juli 1661, Landau)
- Juliane  (* 11. April 1587; † 28. Februar 1622); ⚭ 1606 Ludwig I. zu Erbach-Erbach (1579–1643)
- Wolrad IV.  (* 7. Juli 1588; † 6. Oktober 1640); ⚭ 1607 Anna von Baden-Durlach (1587–1649), erbte 1625 die Grafschaft Pyrmont

Nach dem Tod von Graf Josias heiratete seine Witwe Marie von Barby 1592 den Grafen Georg III. von Erbach.